# Efferia aurimystacea
Efferia aurimystacea este o specie de muște din genul Efferia, familia Asilidae. A fost descrisă pentru prima dată de James Stewart Hine în anul 1919. Conform Catalogue of Life specia Efferia aurimystacea nu are subspecii cunoscute.